# Mongo (Tchad)
Pour les articles homonymes, voir Mongo.
Mongo est la dixième grande ville du Tchad, situé à 450 km de la capitale N'Djaména. Elle se trouve dans la région du Guéra, abritant certains des plus hauts sommets du pays.

## Géographie
La région du Guéra se trouve dans une zone sahélienne qui n'abrite que peu de cours d'eau et une multitude de montagnes dont les sommets les plus hauts sont : Abou Telfane (1 500 mètres d'altitude) et le Guéra (1613 mètres d'altitude). Latitude : 12,190°N - Longitude : 18,690°E

## Histoire
Les populations habitant la région viennent de plusieurs zones géographiques et ont  des traits particuliers dépendants des groupes ethniques. Les peuples migratoires proviennent probablement du Soudan et de l'Est de l’Égypte ayant voyagé pendant environ 4 siècles. Les différents groupes ethniques se retrouvent dans un groupe nommé Hadjaraï (plus grand groupe ethnique habitant dans la région), qui se décompose en sous-groupes possédant chacun leurs propres langue, mode de gouvernement et leurs traditions. On peut décomposer ces groupes en 5 principales familles : famille du nord située dans Mongo, famille du centre-est située dans le Melfi, famille du centre-est située entre Melfi et Abou-Deïa, famille du Sud située de Daguéla à Melfi et la famille arabe située dans les plaines. Les hadjaraï pratiquent des religions encore aujourd'hui en concordance avec celle de leurs ancêtres, croyant en une "divinité des montagnes" nommée "la margaï". En février 2008, 2 000 rebelles de Mongo en lutte contre le régime d'Idriss Déby ont pris le contrôle de la ville après un assaut manqué contre la capitale. Le peuple Hadjaraï avait déjà auparavant résisté à la domination des Arabes.

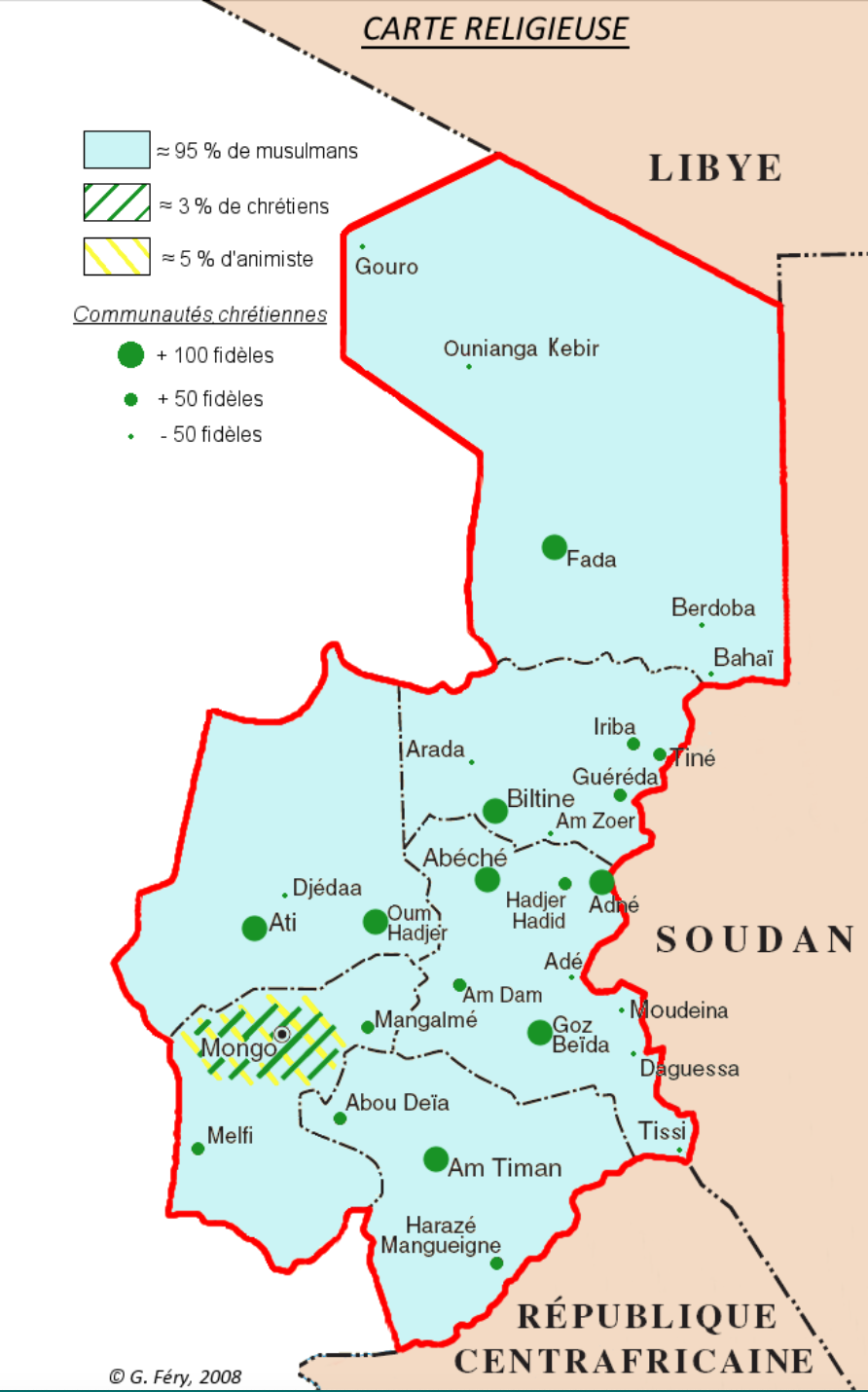
Religions de la région du Guéra

## Éducation
Mongo abrite plusieurs établissements scolaires et, depuis 2002, un établissement d'enseignement supérieur.

### Lycée
- Lycée de Mongo
- Lycée collège Saint-Oscar-Roméro de Mongo

### IUPM
L'Institut Universitaire Polytechnique de Mongo est créé par la loi 11/PR/2002 du 2 septembre 2002. Il est placé sous la tutelle du Ministère de l’Enseignement Supérieur, de la Recherche Scientifique et de la Formation Professionnelle (MESRSFP) et fonctionne sous le régime d'établissement public à caractère scientifique et technique, doté de la personnalité juridique et de l'autonomie administrative et financière.
L'Institut est situé à la sortie Sud-Est de Mongo sur la route de Abou Deia.
L’IUPM a pour mission d'assurer:
- La formation initiale et continue;
- La formation à la recherche;
- La recherche scientifique et la valorisation des résultats;
- La diffusion de la culture et de l'information scientifique.

## Administration

### Liste des maires

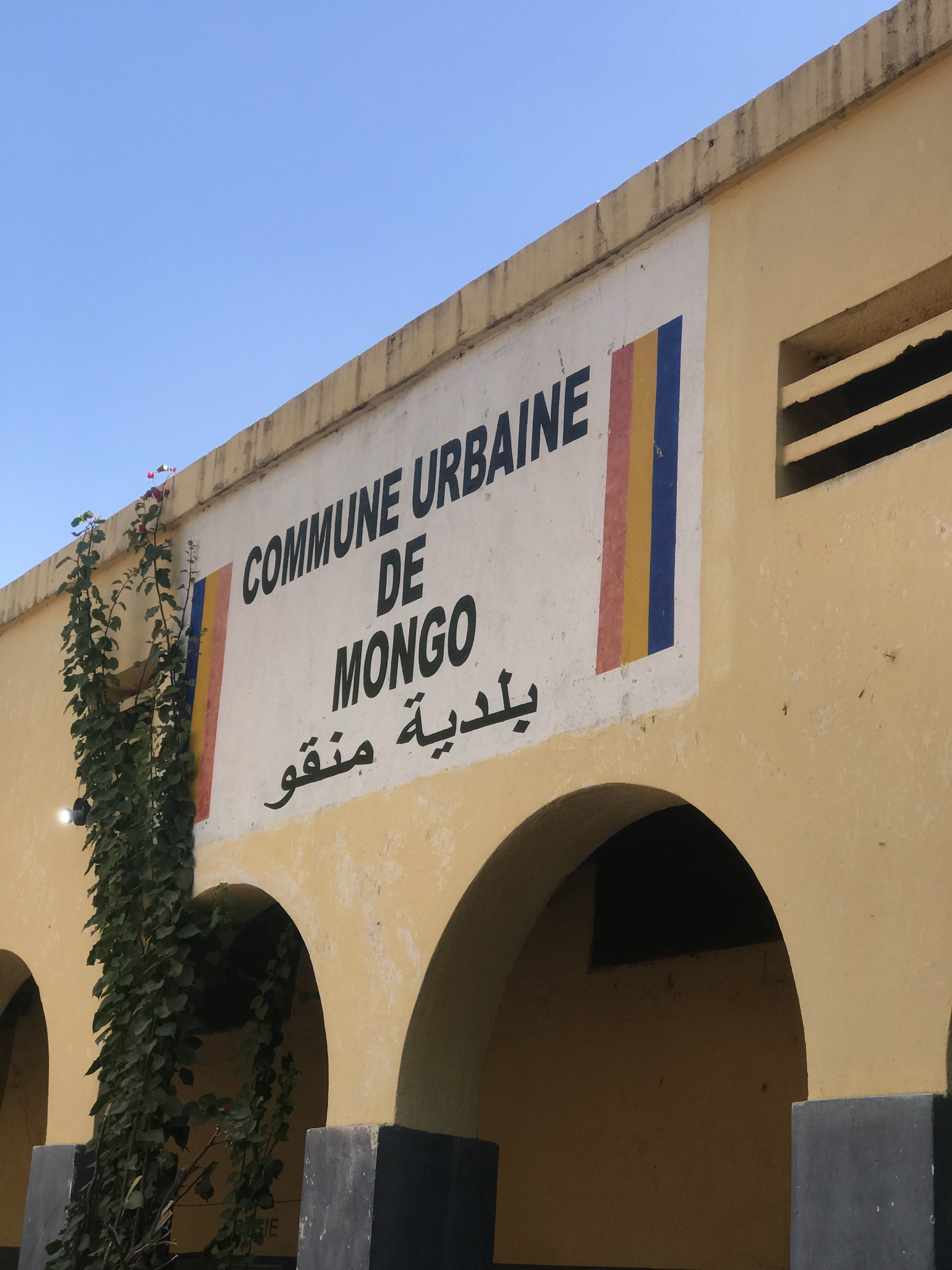
Vue de la commune de Mongo

| Période | Maire | Maire                | Parti | Parti | Période |
| ------- | ----- | -------------------- | ----- | ----- | ------- |
| 2012    |       | Abgoudja issa        |       |       |         |
| 2016    |       | Fatouma Abdoulaye    |       |       |         |
| 2022    |       | Abdelmalick Abdraman |       |       |         |
| 2025 -  |       | Hamza Abba Djaourou  |       |       |         |

### Liste des administrateurs
Sous-préfets de Mongo
- octobre 1983 : Rozzi Kellemi
- 2 août 1994 : Taher Barkaï

### Personnalités liées à Mongo
- Abderaman Koko
- Moussa Kadam
- Banata Tchale Sow
- Mahamat Zen Bada Abbas

## Galerie

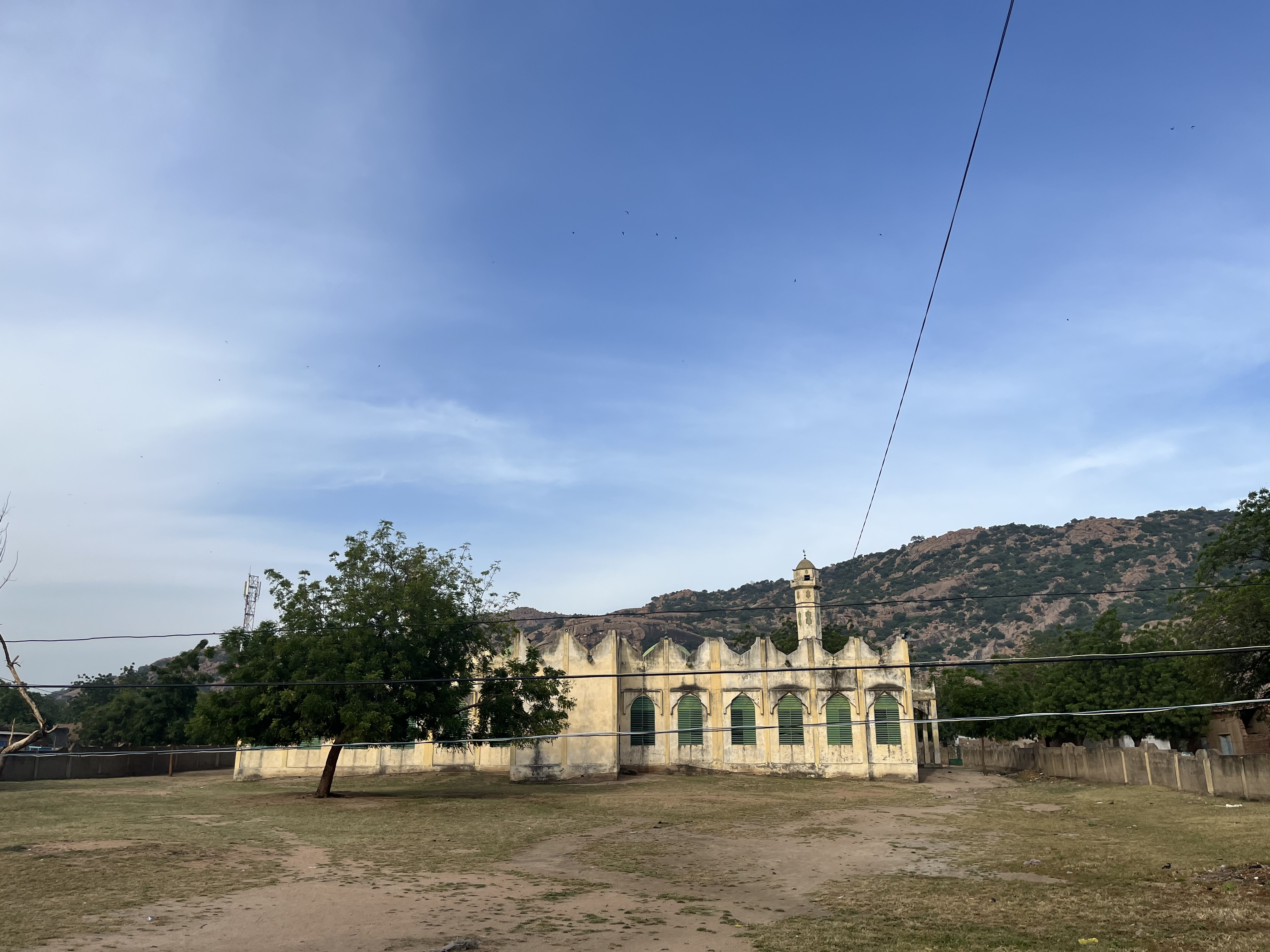
Vue de la grande mosquée de la ville de Mongo
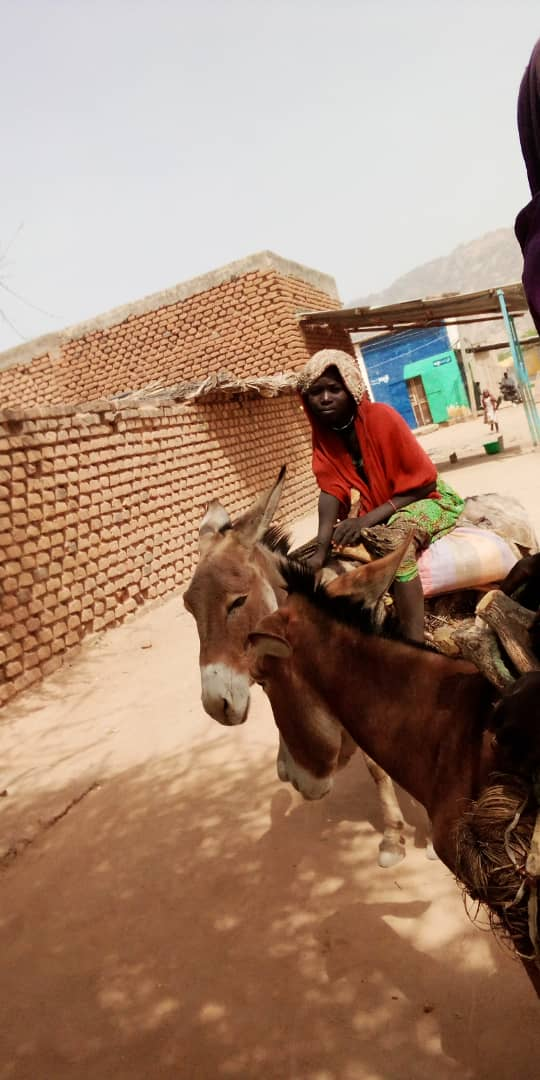
Transport à dos d'âne dans une rue de Mongo.
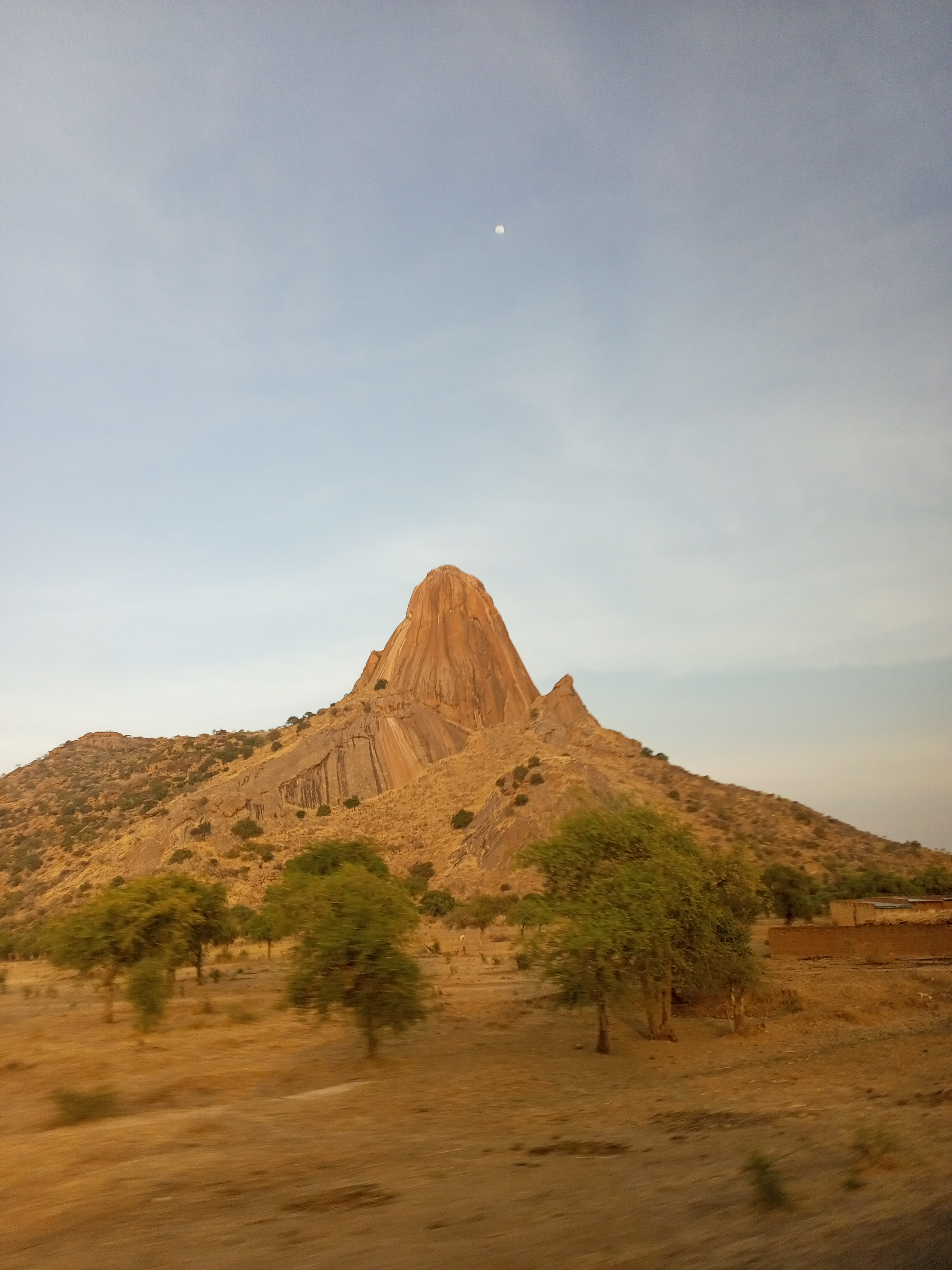
Montagne de la région du Guéra
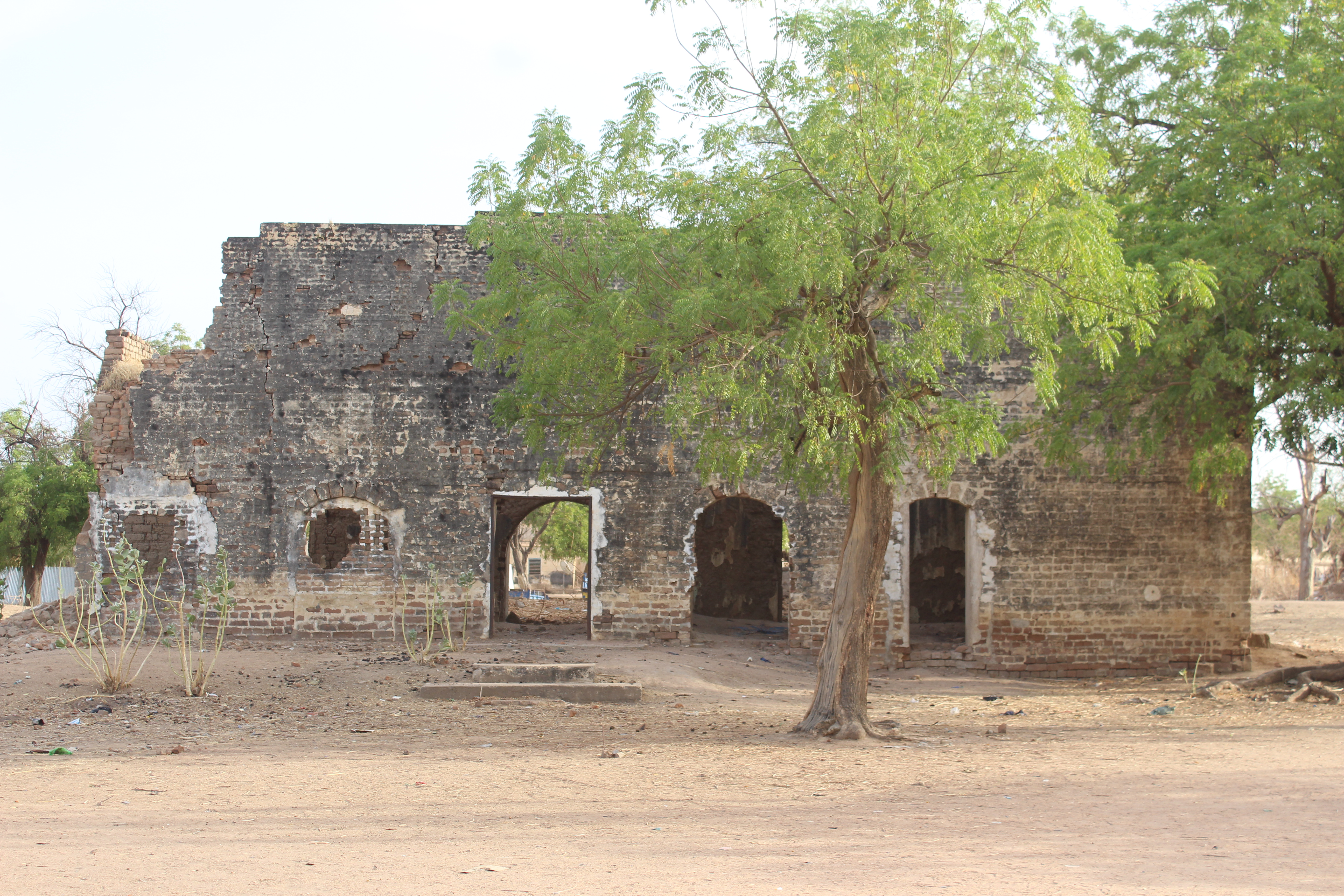
Anciennes habitations dans la ville de Mongo
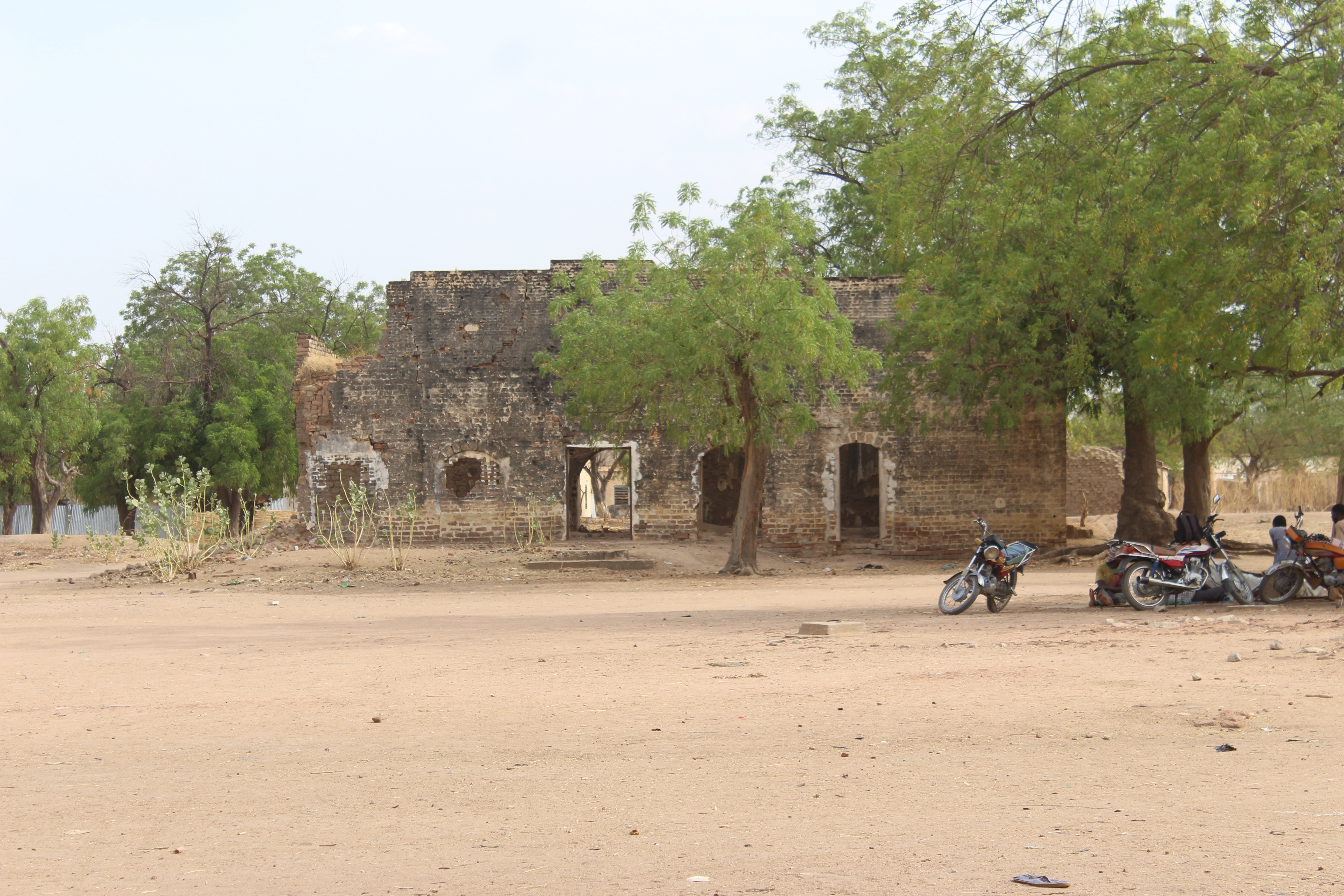
Des habitations en ruine à Mongo
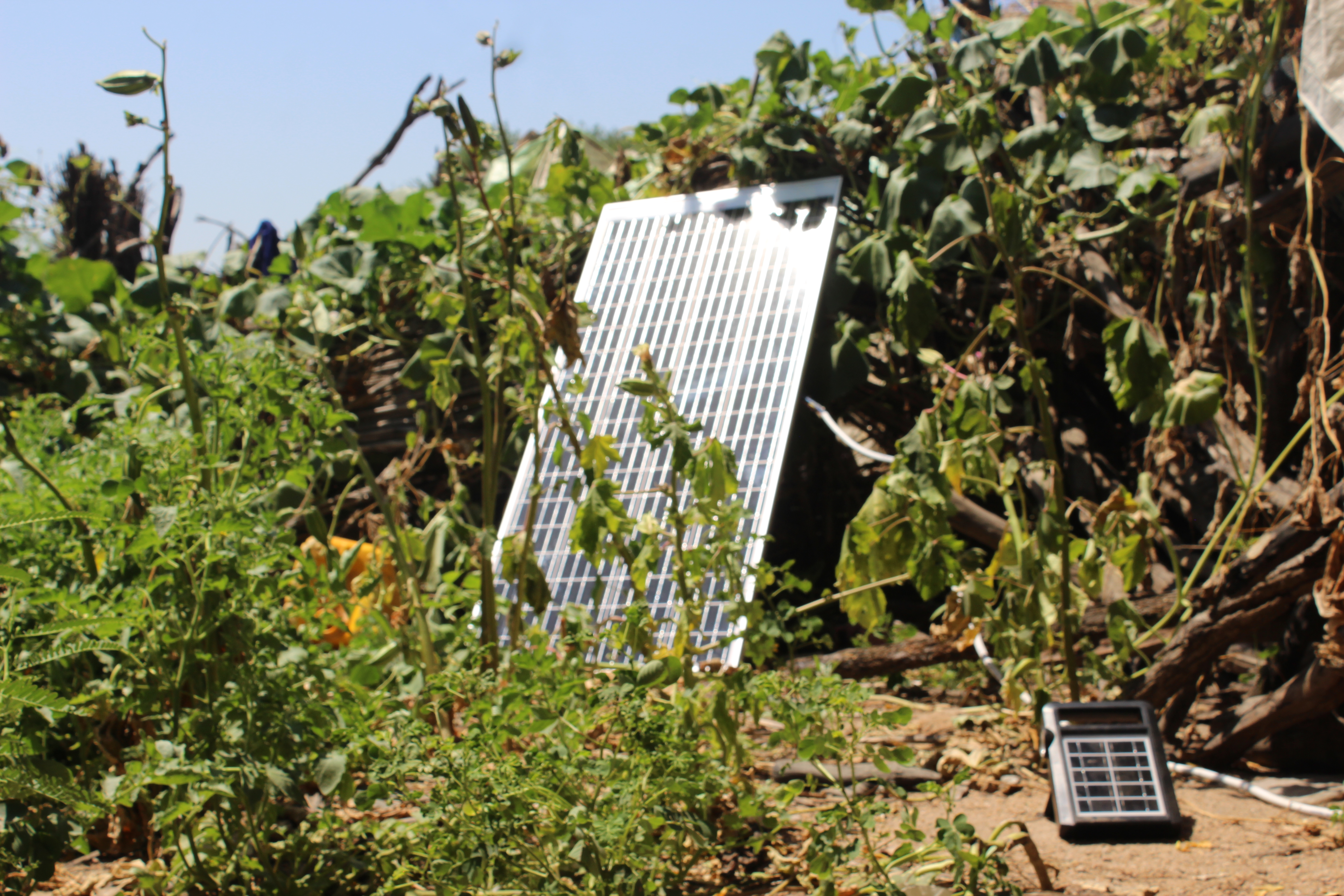
Panneau solaire installé dans une maison, dans un village près de Mongo
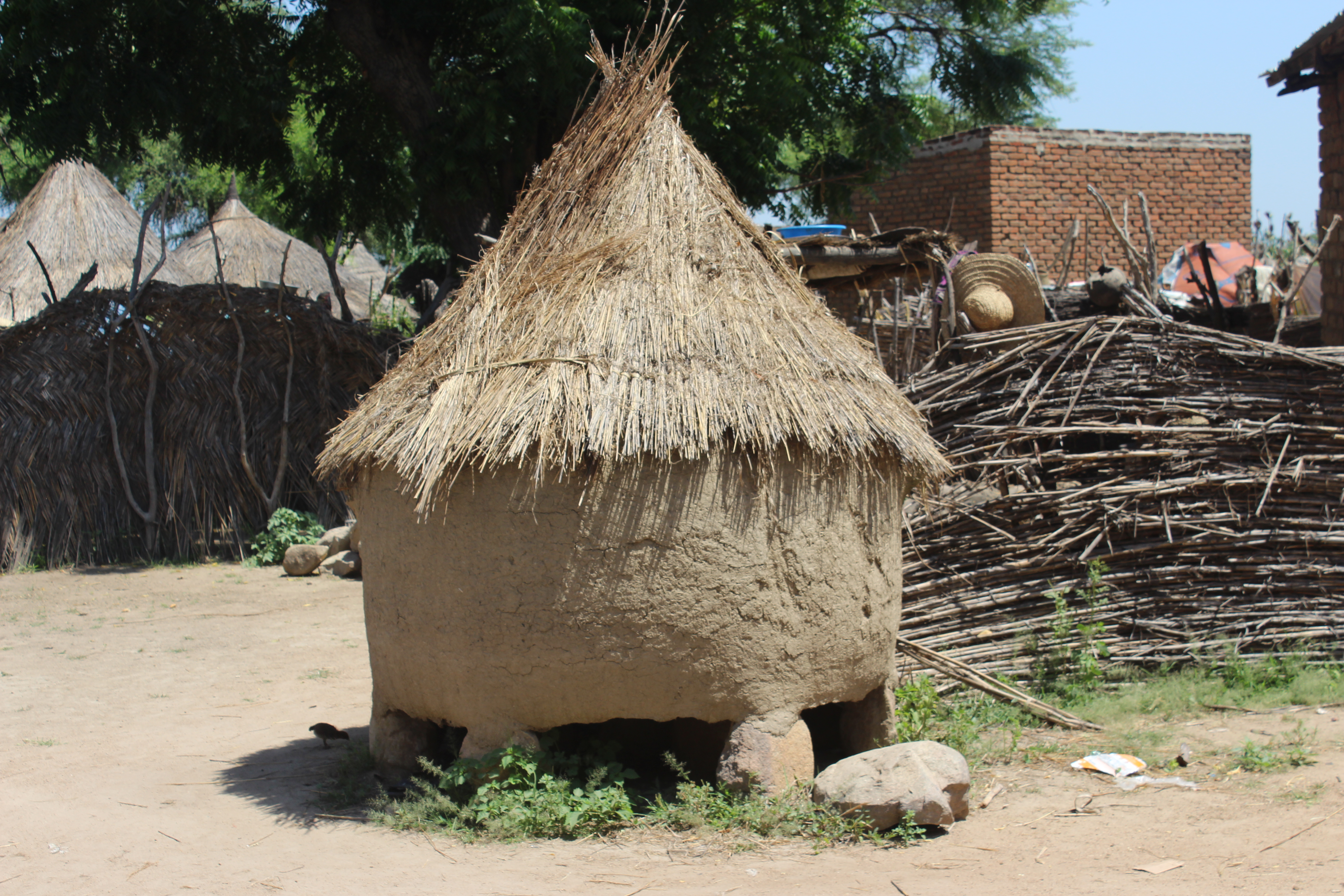
Un Grenier dans un village de Mongo
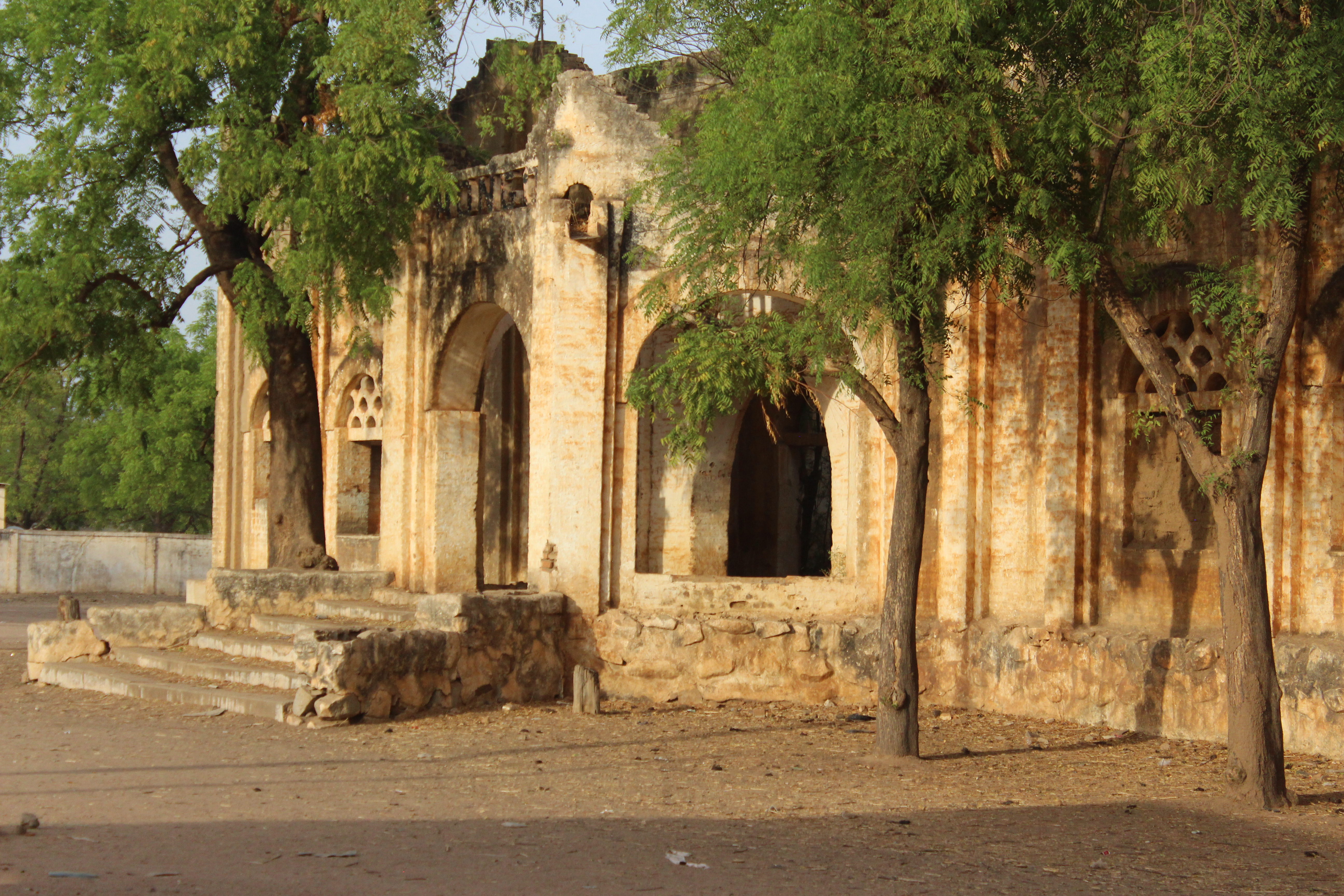
Ancien bâtiment du gouvernorat de Mongo